# Unsere Liebe Frau von Guadalupe

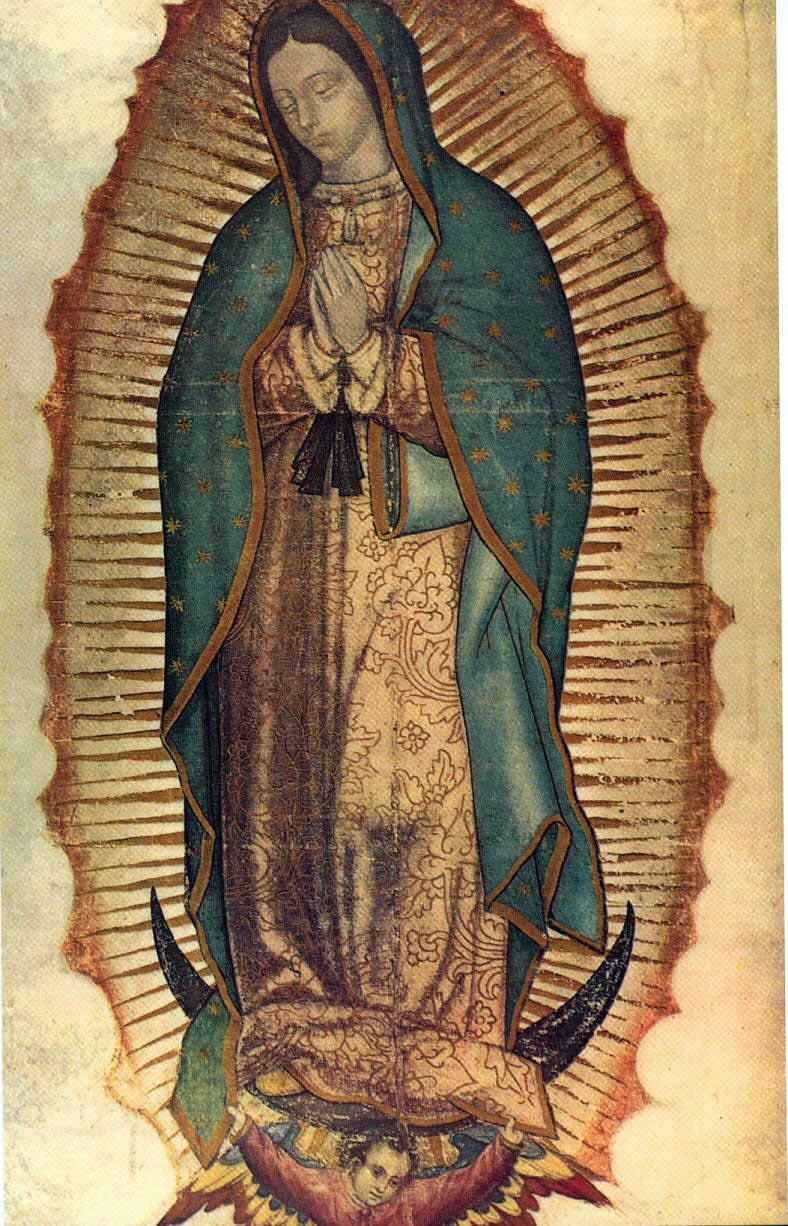
Gnadenbild Unsere Liebe Frau von Guadalupe

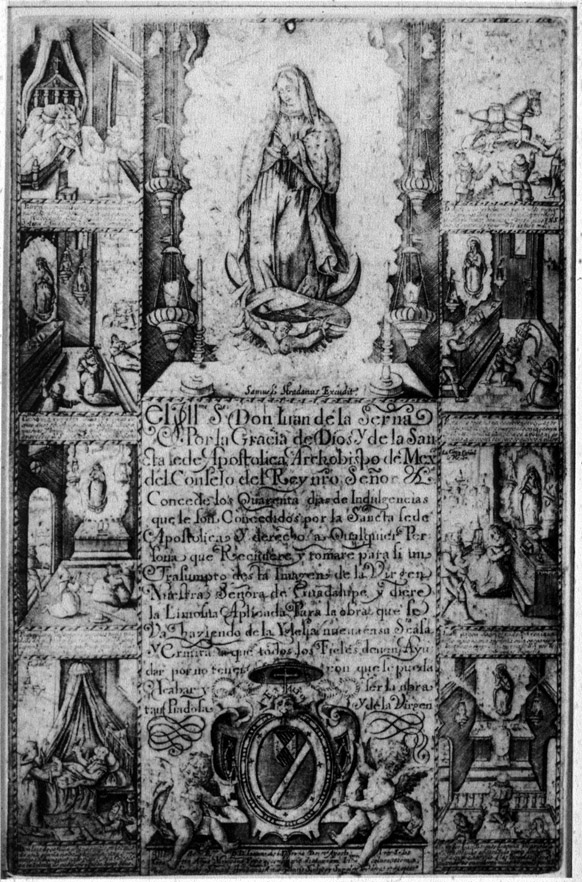
Eines der frühesten Zeugnisse der Verehrung ist der Kupferstich des flämischen Künstlers Samuel Stradanus im Motiv eines Ablassbriefs mit einer Darstellung der Jungfrau von Guadalupe und der von ihr gewirkten Wunder (1622)

Unsere Liebe Frau von Guadalupe (spanisch Virgen de Guadalupe, „Jungfrau von Guadalupe“) ist ein Gnadenbild Marias. Vom 9. bis 12. Dezember 1531 erschien im Stadtviertel Guadalupe am nördlichen Stadtrand von Mexiko-Stadt dem Indigenen Juan Diego Cuauhtlatoatzin (1474–1548) der Überlieferung zufolge viermal eine schöne Frau, die sich als „Maria, die Mutter des einzig wahren Gottes […], durch den das Leben ist, des Schöpfers der Menschen, des Herrn“ bezeichnete. Sie beauftragte Juan Diego, dem örtlichen Bischof zu übermitteln, dass am Berg dieser Erscheinung eine Kapelle errichtet werden sollte, sie wolle den Menschen dort ihre Liebe als mitleidvolle Mutter zukommen lassen. Der Bischof bezweifelte den Bericht und verlangte ein Zeichen. Als Juan Diego tags darauf vor dem Bischof seinen Mantel ausbreitete, in dem er auf Geheiß seiner Auftraggeberin mitten im Winter blühende, duftende Blumen gesammelt hatte, und auf dem Mantel das Gnadenbild Mariens erschien, erkannte der Bischof die Echtheit der Erscheinung an und erfüllte den Wunsch des Bittstellers.
Am Ort der Erscheinung wurde zunächst eine Kapelle errichtet, 1709 wurde die erste Basilika geweiht, die später zu einem Museum umgebaut wurde. 1974 wurde die neue Basilika konsekriert. Unsere Liebe Frau von Guadalupe ist das bedeutendste Marienheiligtum Mexikos und zählt zu den bekanntesten Gnadenbildern der Welt. Der Wallfahrtsort Villa de Guadalupe ist ein Viertel von Mexiko-Stadt und befindet sich auf dem Berg Tepeyac.

## Geschichtlicher Hintergrund

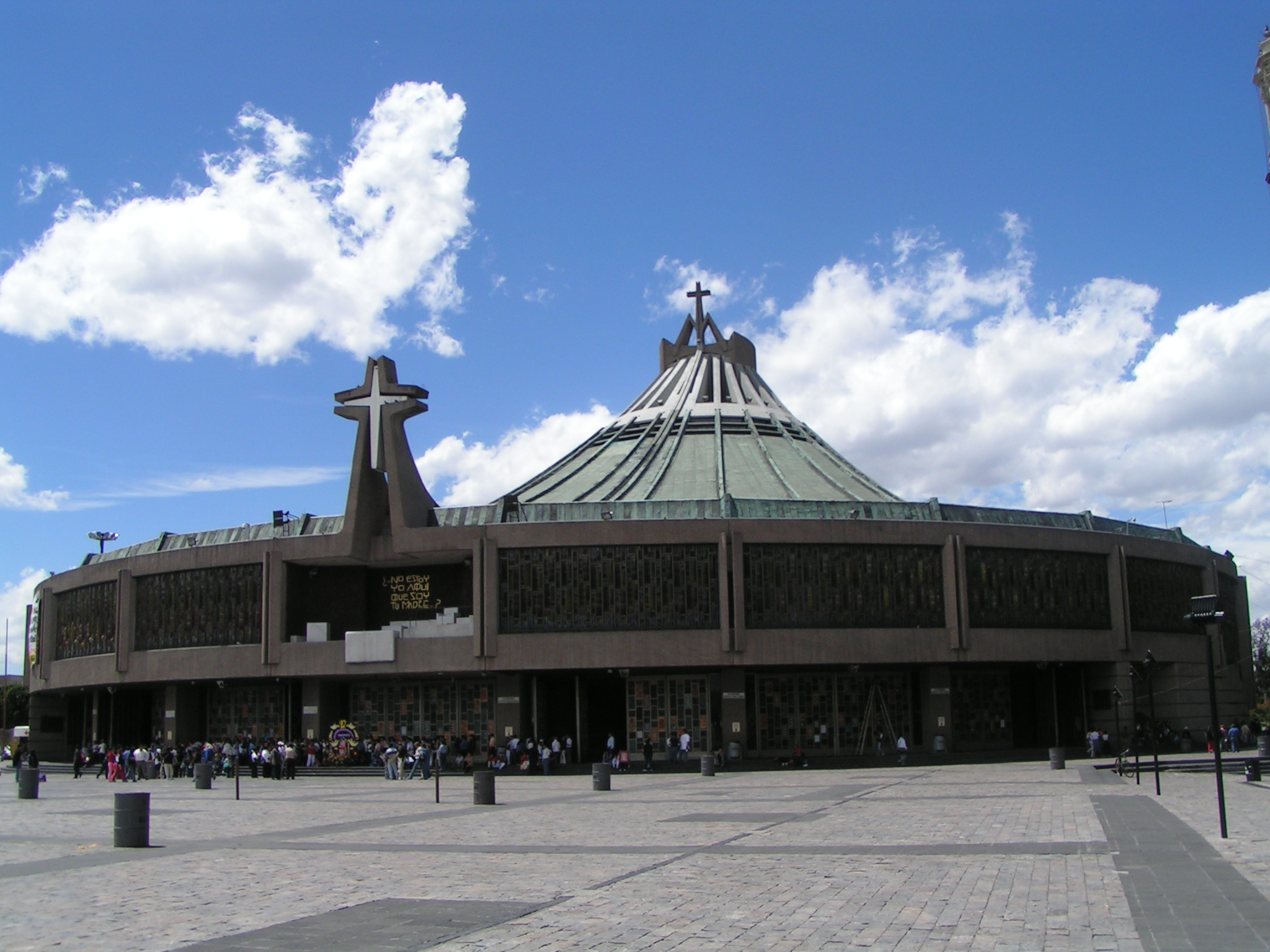
Basilika der Jungfrau von Guadalupe in Mexiko-Stadt

Bevor Christoph Kolumbus auf Entdeckungsfahrt aufbrach, soll er im spanischen Kloster Guadalupe vor dem Bildnis der Schwarzen Madonna um Schutz und Beistand gebeten haben. Zum Dank für die erfolgreiche Reise benannte er bereits eine Insel im Atlantischen Ozean, die er als erster Europäer betrat, nach dem Marienheiligtum in Extremadura Guadalupe.
Das später ebenfalls nach der Gottesmutter von Guadalupe in Spanien benannte mittelamerikanische Gnadenbild Unserer Lieben Frau entstand im Kontext der Gründung des mexikanischen Kolonialreichs Neuspanien. 1521 hatten spanische Truppen unter dem Konquistador Hernán Cortés das Aztekenreich erobert. Zwar wurde die Ausübung der aztekischen Staatsreligion, die tägliche Menschenopfer einschloss, dadurch abgebrochen, doch die Bevölkerung war nur zu einem kleinen Teil zum Christentum übergetreten, zumal Vorbehalte gegen die teils grausamen Eroberer auch solche gegen deren Religion hervorriefen. Nach der Erscheinung der Mutter Gottes vor Juan Diego – der mit seiner Familie schon zuvor Jesus Christus als Heiland angenommen hatte – und in Anbetracht des wundersam entstandenen Gnadenbildes bekehrten sich innerhalb weniger Jahre Millionen „Indios“ zum Christentum.

## Überlieferung
Im Urtext Nican mopohua, einem Teil des religiösen Traktates Huei tlamahuiçoltica, wird die Marienerscheinung auf Nahuatl erzählt.

## Skepsis
Skeptiker sowohl innerhalb als auch außerhalb der katholischen Kirche haben die historische Wahrheit des Berichts über die Jungfrau von Guadalupe angezweifelt. Dies reicht so weit, dass gesagt wurde, dass fast jeder Aspekt der Geschichte von Juan Diego in Frage gestellt worden sei. Insbesondere gibt es keine zeitgenössischen dokumentarischen Belege für die Erscheinung. Die Hauptquelle, die Huei tlamahuiçoltica, wurde 1649 veröffentlicht; der Zeitpunkt ihrer Entstehung ist nicht mit Sicherheit bekannt, aber 1556 wurde eine formelle Untersuchung des Bildes von Guadalupe durchgeführt, in der weder die Legende noch ihre Hauptfigur Juan Diego erwähnt werden. Dies wurde zur Unterstützung der These angeführt, dass die Huei tlamahuiçoltica und die in ihr kolportierte Legende aus einer späteren Zeit stammen. Im Untersuchungsbericht von 1556 hieß es, das Bild sei im Jahr zuvor von einem einheimischen Künstler gemalt worden, was der Hypothese eines übernatürlichen Ursprungs aus dem Jahr 1531 direkt widersprechen würde.

## Verehrung und Gedenktag

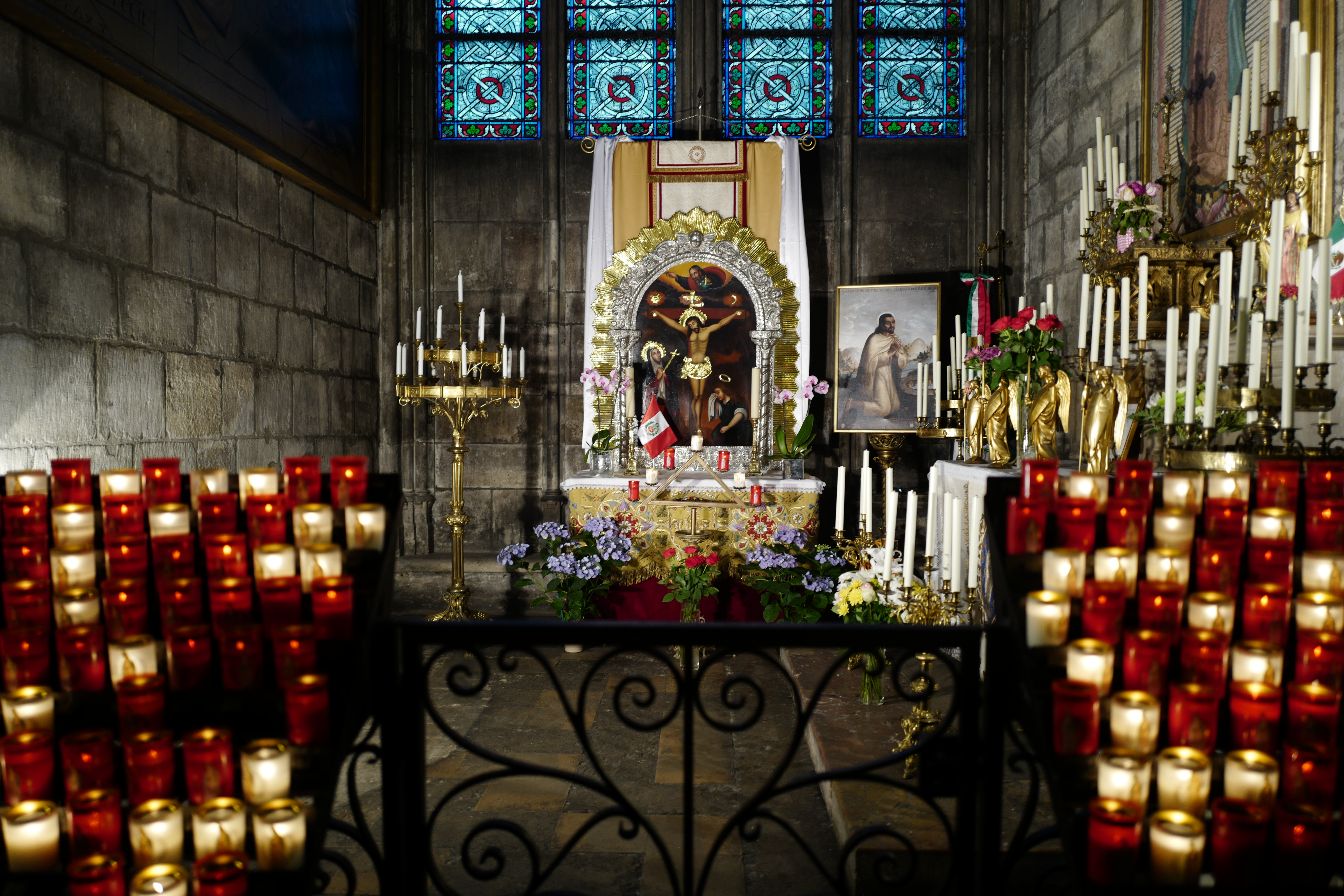
Kapelle Notre-Dame-de-Guadalupe in der Kathedrale Notre Dame in Paris

Im Jahr 1576 erteilte Papst Gregor XIII. den Pilgern zum Heiligtum einen vollkommenen Ablass, Papst Benedikt XIV. erklärte Unsere Liebe Frau von Guadalupe zur Schutzpatronin Mexikos, Papst Leo XIII. führte die Feier des Gedenktags ihrer Erscheinung am 12. Dezember in ganz Lateinamerika ein. Papst Johannes XXIII. rief der Gottesmutter zu Ehren vom 12. Dezember 1960 bis 12. Dezember 1961 ein marianisches Jahr aus.
1822 wurde der Guadalupe-Orden mit Unserer Lieben Frau von Guadalupe als Ordenspatronin vom mexikanischen Kaiser Augustin I. gestiftet und trug ursprünglich den Namen Orden unserer lieben Frau von Guadalupe (span. Orden Nacional de Nuestra Señora de Guadalupe).
Papst Johannes Paul II. stellte Nord- und Südamerika unter den Schutz Marias, verfasste Unserer Lieben Frau von Guadalupe zu Ehren ein Weihegebet, stellte im Jahr 2002 die Heiligkeit Juan Diegos fest und erhob für die ganze Kirche den 12. Dezember zum nichtgebotenen Gedenktag Unserer Lieben Frau in Guadalupe. Seither steht dieser Mariengedenktag im liturgischen Generalkalender der Kirche und kann universalkirchlich bei der Messfeier und beim Stundengebet begangen werden. Das Zentrum der Wallfahrt bildet die Basilika Unserer Lieben Frau von Guadalupe nahe dem Erscheinungsort. Weitere Kirchen mit dem Patrozinium sind die Basiliken in San Salvador und Rom. In der Kathedrale Notre Dame in Paris ist eine Kapelle Unserer Lieben Frau von Guadalupe geweiht.

## Das Gnadenbild

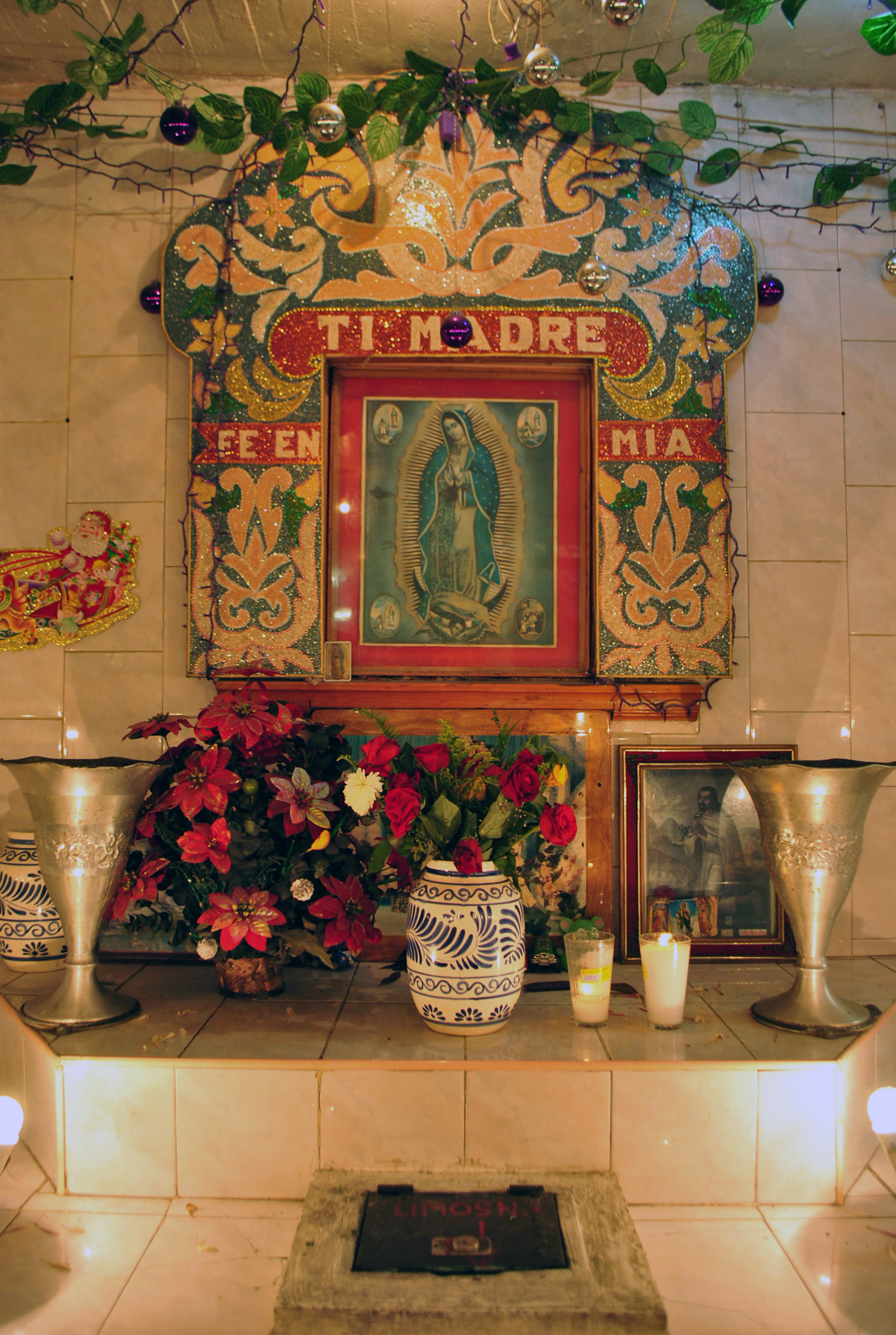
Altar Unserer Lieben Frau von Guadalupe auf dem Blumenmarkt von Xochimilco

Das Gnadenbild stellt Maria als junge Frau in einem roséfarbenen Kleid und einem blaugrünen, von Sternen übersäten Mantel dar. Eine geschnitzte Madonnenfigur im Kloster von Guadalupe in der spanischen Provinz Cáceres ähnelt diesem Bild stark, stellt die Gottesmutter allerdings mit Kind dar. Beide Bilder stellen eine Mondsichelmadonna dar.
Nach manchen Interpretationen richtet sich das Bild an die indigene Bevölkerung Mexikos, indem es die Bildsprache der vorchristlichen Religion aufnehme. Der blaugrüne Umhang sei die Farbe, die das göttliche Paar Ometecuhtli und Omecihuatl getragen habe. Der Gürtel wird als ein Zeichen von Schwangerschaft gedeutet, die kreuzförmige Schärpe soll den Kosmos symbolisieren.
Untersuchungen ergaben, dass das Original an vielen Stellen übermalt ist. Hinzugekommene Fremdelemente sind die Sonnenstrahlen, die vom Körper der Gestalt ausgehen, die Sterne auf dem Umhang, die Blumenzeichnungen auf dem Untergewand, der Mond, der Engel, die Wolken im Hintergrund und die Schleife unterhalb der Hände. Außerdem wurden die Hände verkleinert, vermutlich weil sie dadurch mexikanischer aussehen. Das Original ist eine schlichte Frauendarstellung ohne jegliche Verzierung, deren Gewand sich mit der Kleidung einer jüdischen Frau des ersten Jahrhunderts vergleichen lässt.